# Спермације
Спермације су „мушке“ полне ћелије (гамети).
За разлику од сперматозоида спермације немају бичеве тако да не могу активно да пливају. Зато неке црвене алге (нпр. Polysiphonia) стварају спермације које водена струја носи до одредишта. Спермације гљива из реда Uredinales су прекривене лепљивом супстанцом тако да се лепе на летеће инсекте који их преносе до оближњих хифа. Овај начин преношења спермација сличан је као преношење полена код цветница.